# Гробница са спомеником Проки Јовкићу
Гробница са спомеником Проки Јовкићу је непокретно културно добро настало 1932.године. Налази се на  старом нишком гробљу. 

## Опис
Гробница са спомеником Проки Јовкићу, познатијем  као „Нестор Жучни“, је на старом нишком гробљу на парцели 20, ред 20, гроб број 2. 
Споменик је каменорезачки рад, без ликовно декоративних вредности. 

## Кратка биографија
Прока Јовкић рођен је у Лалићима, код Србобрана 1886. године. Основну школу завршава у Србобрану. Прока се бавио месарским пословима у Чикагу, где је и објавио две песничке збирке, да би се након тога вратио у Србију и уписао гимназију а затим и филозофски факултет. У родној земљи је написао и трећу збирку песама које су патриотке. Када је избио Први светски рат, Прока је ступио у војску. У априлу 1915. умире од тифуса у Војној болници у Нишу.